# IC 5075
IC 5075 ist eine Spiralgalaxie vom Hubble-Typ Sb im Sternbild Pfau am Südsternhimmel. Sie ist schätzungsweise 586 Millionen Lichtjahre von der Milchstraße entfernt und hat einen Durchmesser von etwa 70.000 Lichtjahren.
Im selben Himmelsareal befindet sich u. a. die Galaxie IC 5073.
Das Objekt wurde am 26. September 1900 vom US-amerikanischen Astronomen DeLisle Stewart entdeckt.